# Platja de Verdicio
La Platja de Verdicio, també anomenada Platja de Tenrero, ja que desemboca en ella el riu del mateix nom, es troba en el concejo asturià de Gozón i pertany a la localitat de Verdicio.

## Descripció
El grau d'urbanització i d'ocupació són mitjans i de tipus residencial i el seu entorn és semi rural. El jaç té la sorra de gra fi i de color torrat. Les baixades per als vianants són molt fàcils. Els graus d'urbanització i ocupació són molt baixos però l'afluència a l'estiu i caps de setmana és massiu amb el risc que això comporta.
La zona, que forma part de la Costa Central asturiana, és «Paisatge protegit del Cap de Peñas».
Per accedir a aquesta platja cal localitzar el nucli de població més proper que en aquest cas és Verdicio. L'accés és el mateix que per a les platges de Carniciega i Aguilera per la desviació immediatament abans d'arribar a Verdicio i passar el poble de Sant Martín de Podes seguint fins al primer encreuament i agafant una estreta carretara que va en direcció al mar, a la dreta, que ja s'albira, sortint a la platja just enfront dels illots de «La Calmaniega» i «Bermeo».
Altres atractius d'aquesta platja és la proximitat de Luanco, un jaciment arqueològic i un altre jaciment paleontològic del Paleolític, un conjunt dunar i pels andarines, la senda «PR-AS 25» que va des del Faro de Cap de Peñas fins al Faro de San Juan de Nieva, també anomenat Faro d'Avilés.
La platja està dotada dels següents serveis: Dutxes, àrea de pícnic, neteja, equip de vigilància, aparcament i restaurants. Per practicar surf té Categoria 2. Encara que la potència de les marees en aquesta platja són fortes, és una de les més sol·licitades d'aquesta zona pel que es recomana prendre moltes precaucions durant el bany. És una platja naturista.